# Peter Zeitlinger
Peter Zeitlinger, né le 6 juin 1960  à Prague, est un directeur de la photographie autrichien qui travaille avec le réalisateur Werner Herzog depuis 1995.

## Filmographie
- 1995 : Death for Five Voices de Werner Herzog
- 1997 : Little Dieter Needs to Fly de Werner Herzog
- 2000 : Les Ailes de l'espoir de Werner Herzog
- 2001 : Invincible de Werner Herzog
- 2003 : La Roue du temps de Werner Herzog
- 2005 : Grizzly Man de Werner Herzog
- 2007 : Rescue Dawn de Werner Herzog
- 2008 : Rencontres au bout du monde de Werner Herzog
- 2009 : Bad Lieutenant : Escale à La Nouvelle-Orléans de Werner Herzog
- 2009 : Dans l'œil d'un tueur de Werner Herzog
- 2010 : La Grotte des rêves perdus de Werner Herzog
- 2011 : Into the Abyss de Werner Herzog
- 2013 : La Femme interdite (Die verbotene Frau) d'Hansjörg Thurn (TV)
- 2013 : Angélique d'Ariel Zeitoun